# Danville, Indiana
Danville är en stad (town) i Hendricks County, i delstaten Indiana, USA. Enligt United States Census Bureau har staden en folkmängd på 9 158 invånare (2011) och en landarea på 17,9 km². Danville är huvudort i Hendricks County.